# (1510) Charlois
(1510) Charlois ist ein Asteroid des Hauptgürtels, der am 22. Februar 1939 von dem französischen Astronomen André Patry in Nizza entdeckt wurde.
Der Asteroid ist nach dem französischen Astronomen und Asteroidenentdecker Auguste Charlois benannt.